# Синдхская литература
Синдхская литература (синдхи سنڌي ادب) — литература на языке синдхи, распространённом в пакистанской провинции Синд, состоит из поэзии и прозы. Она сформировалась под влиянием многих культур в низовьях реки Инд.

## Ранний период
Самые ранние ссылки на литературу синдхи содержатся в трудах арабских историков. Синдхи был одним из первых восточных языков, на которые Коран был переведен в VIII—IX веках нашей эры. На синдхи были написаны не только стихи, но и светские трактаты об астрономии, медицине и истории в VIII—IX веках.
Пир Норуддин, исмаилитский миссионер, живший в Синде около 1079 года, писал суфийские стихи на языке синдхи. Его стихи, известные как джинан, являются образцом ранней синдхской поэзии.
Древнейший памятник синдхской литературы — «Махабхарата» с IX—X вв. известен в переводах на арабский и персидский языки. Народные песни, любовно-романтические и героические дастаны, сказки, легенды синдхи нашли оражение в этом произведении.
Пир Шамс Сабзвари Мултани, Пир Шахабуддин и Пир Садардин писали свои стихи на синдхи, некоторые стихи Бабы Фарида Ганджа Шакара были написаны на синдхи.
Ещё одним крупным суфийским поэтом, сочинявшим стихи на диалектах синдхи лари и катчи, был Пир Садруддин (1290—1409). Он также писал на языках пенджаби, сераики, хинди и гуджарати.
Во время династии Самма (1351—1521) в Синде появились выдающиеся ученые и поэты.
Саммы были одними из первых жителей Синда. С этим периодом связаны загадки Мамуи Факира (Семь мудрецов) в стихах.
Известным поэтом этого периода был Исхак Ахингар (Кузнец). Суфийский ученый и поэт Кази Кадан (умер в 1551 г.) писал стихи в форме дохи и сорты.
Шах Абдул Карим Булри, Шах Лутуфуллах Кадри, Шах Инайят Ризви, Махдум Нух из Халы, Лакхо Лутуфуллах, Махамати Пираннатх — известные поэты этого периода, обогатили синдхскую литературу мистической, романтической и эпической поэзией.
Непрерывная синдхская поэтическая традиция начинается с суфийских стихов Кази Казана (ум. 1551) и Шаха Абдула Карима Булари (1528—1623).

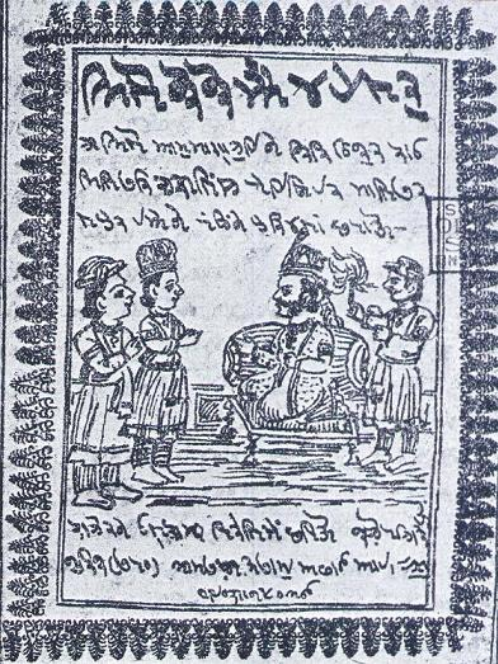
Додо Чанезар Худабади

Крупнейший поэт классического периода — Шах Абдул Латиф Бхитай (1689 или 1690—1752), создавший «Книгу Шаха», основные части которой представляют собой обработку популярных народных дастанов и песен. Имена поэтов Шах Инаят Ризви, Махдум Мухаммад Хашим, Махдум Зияуддин Тхатхви были известны широким читательским кругам.
Поэт Шах Латиф путешествовал по отдаленным регионам Синда, наблюдая за людьми и их отношением к своей земле, культуре, музыке, искусству и ремеслам. Он описал Синд и его народ в народных сказках, выражая идеи о всеобщем братстве человечества, патриотизме, борьбе с несправедливостью и тиранией. Он изучал душу человека и пел о красоте человеческого существования. Будучи музыкантом, Шах Латиф сочинил пятнадцать свар (мелодий), каждая строчка его стихов поется на определённую свару . Любители его поэзии исполняют стихи Шах Латифа, сопровождая их его сварами.
Последователями Шаха Абдула Латифа Бхитаи были лирик Сачал Сармаст (1739—1826) — автор популярных песен и Сами (1743—1850), синтезировавшие в своём творчестве санскритскую и персидскую поэтику. Они ввели в синдхскую поэзию жанры доха, шлока, сур, ваи (кафи). Влияние персидской поэзии проявилось в первых попытках использовать аруз. Оно усилилось в XIX веке. Сабит Али Шах (1740—1810) впервые создал касыду на синдхи, а Халифа Гуль Мухаммад (1809—1856) опубликовал первый диван газелей. Поэты Бедил (1814—1873), Далапат (ум. 1841), Бекас (1858—1881) и другие использовали далёкие от национальных традиций образы, характерные для ближневосточной суфийской поэзии (соловей и роза, свеча и мотылёк, вино и виночерпий и т. д.).

## Ранний современный период
С завоевания региона британцами в 1843 году, с началом использования печатного станка, наступает новый этап в развитии синдхской литературы, его называют ранним современным периодом.
Журналы и газеты произвели революцию в литературе синдхи, книги переводились с ряда европейских языков (особенно английского). Люди жаждали знаний и новых форм письма. Мирза Калич Бег написал более четырёхсот книг (включая стихи, романы, рассказы и эссе) о науке, истории, экономике и политике в течение последних двух десятилетий XIX века и первых двух десятилетий двадцатого. В то время были опубликованы тысячи книг, и Хаким Фатех Мохаммад Севхани, Кауромал Хилнани, Дайарам Гидумал, Пармананд Меварам, Лалчанд Амардиномал, Бхеруамал Адвани, Доктор Гурбухани, Джетмал Парсрам, Миран Мохаммад Шах, Шамсуддин Бюльбюль и Маулана Дин Мухаммад Ваи были пионерами современной литературы синдхи.
В конце XIX века в Синдхской литературе возникает и просветительское направление, которое возглавил Мирза Калич Бег (1853—1929). Появляются проза и драма, их темы — национально-освободительная борьба и социальное раскрепощение народа. Основы синдхской прозы заложили Мирза Калич Бег, Каудомал Чанданмал (ум. 1916), Даярам Гидумал (1857—1927), Д. Парасарам (ум. 1948), Бхерумал Мехерчанд (ум. 1950) и Л. Амардиномал (ум. 1954). Начинают выходить газеты и журналы.

## Современный период
После Первой мировой войны произошли существенные политические и социально-экономические изменения в мире. Литература стала более объективной и менее романтичной. Прогрессивные мысли оказали влияние и на развитие синдхской литературы.
Борьба за независимость Индии пробуждала интерес к истории и культурному наследию страны. Такие ученые, как Аллама II Кази, его жена Эльза Кази, Расул Бакс Paлиджо, Г. М. Сайед, Умер бен Мохаммад Даудпота, Пир Али Мухаммад Шах Рашиди, Пир Хусамуддин Шах Рашиди, Гуссейн Диин Мухаммад Вафаи, Четан мистер Маривала, Джейрамдас Даулатрам, Хашу Киуаль Раманы, Берумал Мехарчанд Адвани, Абдул Маджид Синдхи (Мемон), Бадаруддин Дхамрахо, Мухаммад Ибрагим Джойо, Аллах Папа Бохио, Тират Васант опубликовали труды по истории и культуре Синда.
Мир Хасан Али и Мир Абдул Хусейн санги, Калифо Гюль, Фазиль Шах, Касим, Хафиз Хамид, Мохаммад Хашим, Мухлисы,Абоджхо,Сурат Сингх, Хаки, Мирза Калич Баиг, Зия и Азиз впервые написали стихи в персидском метре (мера стиха).
«Бевас» (псевдоним), Хайдер Букс Джатой и Духаял — современные поэты, придавшие синдхской поэзии новый импульс.
После раздела Британской Индии в 1947 году Синдхская литература понесла потери из-за разрыва культурных связей. Были закрыты некоторые газеты и журналы, в Пакистане появилось стремление к большей исламизации культуры. Несмотря на это синдхская литература продолжает развиваться и в Индии и в Пакистане. Издаются литературные журналы «Найун каханиун» (Индия), «Мехран» (Пакистан) и др. На синдхи переводятся произведения мировой литературы. Укрепляются реалистические тенденции. Существуют организации прогрессивных писателей. Наиболее известные современные поэты Индии — Нараян Шьям, Анчал, Рахи, Гарадхан Махбуби. Имена поэтов Шейх Аяз (род. 1923), Мухаммад Бахш Васиф, Абдур Раззак Раз широко известны в Пакистане. Прозаики Индии — Рам Панджвани, Гобинд Малхи, Уттам и писатели Пакистана Амар Джалил, Танвир Аббаси, Джамал Абро, Анджам Халаи продолжают традиции своих предшественников и превносят в литературу новые формы и идеи.
Были популярны драмы на синдхи, писатель Азиз Кинграни написал множество пьес.
Молодые писатели экспериментировали с новыми формами прозы и поэзии. Верлибр, сонеты и баллады были написаны в дополнение к классическим формам поэзии, такие как кафи, ваи, бейт, джиит и дохира.
Известные синдхские литераторы современного периода: поэты— Махдум Мухаммад Заман Талиб-уль-Мола, Устад Бухари, Шейх Аяз, Дарья Хан Ринд, Амин Фахим и Имдад Хуссани, литературный критик Мубарак Али Лашари и писатель Кутьяса Каведжана.
В 1952 году Нур-уд-дин Сарки и Абдул Гафур Ансари основали «Синдхи Адаби Сангат» — организацию писателей на языке синдхи, первоначально базировавшуюся в Карачи. В настоящее время отделения существуют и в других частях Пакистана и за рубежом.

## Детская литература
Шамсуддином Урзани были написаны детские романы «Лакхо Фулани» (синдхи لاکو ڦلاڻي, Lakho Phulani) и «Наон Чатииха Лакхинуу» (синдхи نئون ڇٽيهہ لکڻو, Naon Chateeha Lakhinoo). «Гул Фул» — популярный детский журнал, редактором которого является Акбер Джискани. Журнал «Laat», издаваемый издательством «Mehran Publication», был основан Альтафом Малкани и Зульфикаром Али Бхатти (автором шпионского романа «Хофнаак Саазиш»).
Совет писательской организации «Синдхи Адаби» издал книги для детей.
В 1990 году начал выходить журнал «Васкаро», в нём печатаются рассказы, стихи и статьи. Управление по изучению языка синдхи также издает книги для детей.